# 聖母の園
聖母の園（せいぼのその）は、カトリック修道会のマリアの宣教者フランシスコ修道会が設立した社会福祉法人の聖母会が運営する高齢者福祉施設である。神奈川県横浜市戸塚区原宿に所在する。

## 概要
1947年（昭和22年）に旧海軍衛生学校跡地で老人ホームを設け、のちに拡充して宗教法人の修道院、社会福祉法人、児童福祉法人から構成されている。
1955年（昭和30年）に聖母の園養老院火災が発生し、99人が焼死した。
2010年（平成22年）現在、養護老人ホーム、介護老人福祉施設、通所介護、短期入所生活介護、認知症対応型通所介護、ケアマネジメント事業、原宿地域ケアプラザを展開している。敷地内に診療所「聖母クリニック」、保育所、修道院、聖堂などの施設がある。